# Iberismo
El iberismo es un movimiento político que defiende el acercamiento de las relaciones entre España y Portugal, incluyendo recientemente a Andorra. 

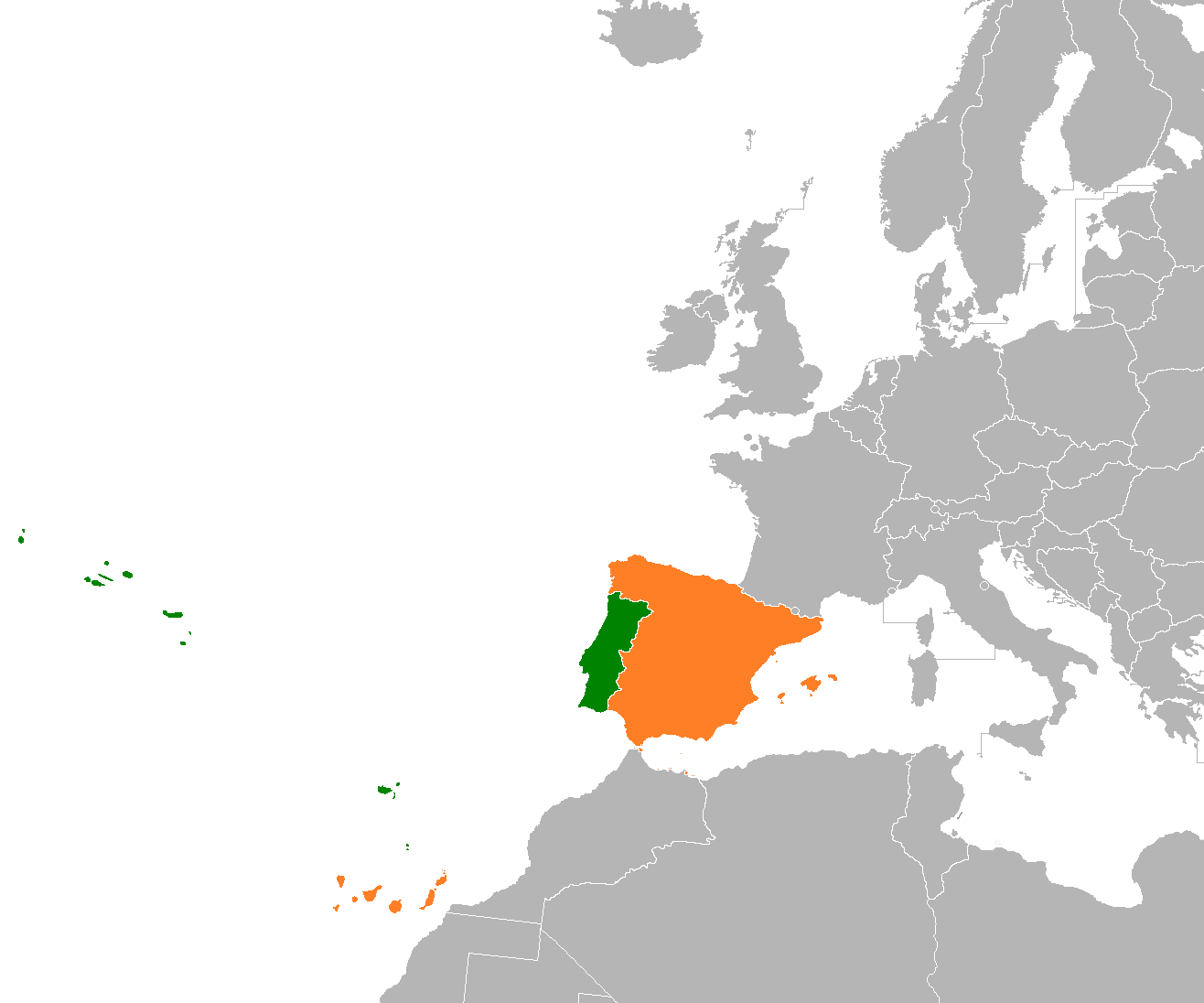
Localización de España (naranja) y Portugal (verde) en el continente europeo y el africano.

Originalmente, esta ideología fue promovida principalmente por movimientos republicanos y socialistas de España y Portugal, desde el siglo XIX, cuando tuvieron mayor predicamento ideales nacionalistas de carácter integrador, como los movimientos equiparables del Risorgimento italiano o la unificación alemana. Posteriormente, dicha corriente no tendría una continuidad histórica relevante. Compite con los relatos de construcción nacional de ambos países, y en el caso particular de Portugal, a menudo se entiende como una cesión de su soberanía para integrarse en un «todo peninsular». Aparte del iberismo político, el autor Sérgio Campos Matos también distinguió un iberismo cultural y un iberismo económico.
Se diferencia del paniberismo en que, mientras el iberismo atañe estrictamente a los territorios peninsulares, el paniberismo incluye los territorios que históricamente han estado vinculados a las dos culturas ibéricas principales: la española y la portuguesa; comprendiendo de esta forma gran parte del continente americano, así como territorios de África y Asia, por este orden.

## Antecedentes

### Geográficos y culturales

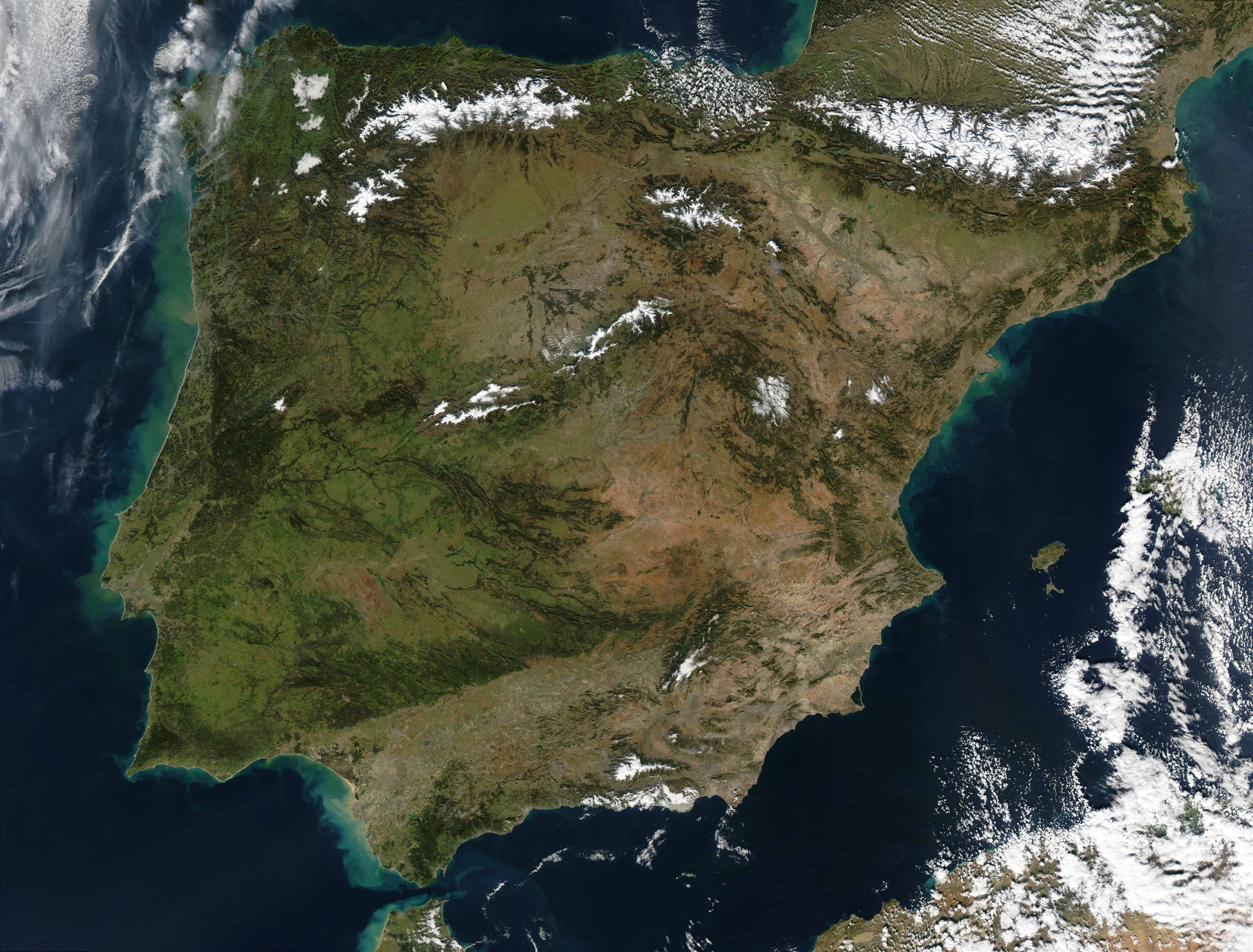
La península ibérica vista desde el espacio en enero de 2003.

Portugal y España comparten una unidad geográfica que se manifiesta en la larga frontera común (1214 km), en el cruce de importantes ríos (Miño, Duero, Tajo, Guadiana), en el mismo clima, misma economía rural que produce los mismos alimentos: aceite de oliva, vino, cereales, leguminosas, carnes...; mismo aprovechamiento de la tierra de base romana y árabe, o mismo tipo de sociedad vinculado a la comarca o valle de origen.
Además, ambos países participan de una historia, a veces común, a veces paralela, con una evolución coherente y diferenciada del resto de Europa. Desde la dominación romana, visigoda, árabe, hasta la conformación de los reinos cristianos medievales y el ideal común de la Reconquista fundamentado en el doble objetivo de la expulsión del Islam y la unificación de los reinos bajo una misma corona, continuando por la era de los descubrimientos, la unión dinástica aeque principaliter de las tres coronas de la península ibérica bajo el mismo soberano de la Casa de Austria, la Guerra de la Independencia Española (llamada en Portugal Guerra Peninsular), la Cuádruple Alianza (1834) frente a las guerras carlista y miguelista, el Pacto Ibérico (1942), y terminando en el ingreso de ambos países en la Unión Europea.
El idioma portugués, hablado por más de 200 millones de personas en el mundo, comparte enormes similitudes con el gallego, ya que provienen de la misma lengua medieval, el galaicoportugués. Además, es de gran parecido al español, hablado por más de 500 millones de personas en el mundo. Ambos poseen una similitud léxica del 89 %, más que el castellano con el catalán (85 %), con el italiano (82 %) o con el francés (75 %).

### Históricos
Hispania del imperio romano
Durante el imperio romano, se llevó a cabo un proceso de asimilación cultural llamado romanización.
La actual España y Portugal acabaron dentro de una misma región administrativa del imperio romano, llamada diócesis de Hispania, dónde se generalizó el uso del latín, el derecho romano, religión, costumbres ...etc.
Hispania Visigoda
La primera unidad política independiente que englobaba toda la península ibérica, fue el reino visigodo de Toledo.
En el 585 Leovigildo conquistó la Gallaecia, dominando casi toda la península ibérica, y dotando al reino de una consistencia como nunca habían tenido los visigodos, avanzando en una unidad legislativa con el código de Leovigildo, y con una moneda común, el tremís visigodo. Historiógrafos de la época como Isidoro de Sevilla, Julián de Toledo, Juan de Biclaro, Gregorio de Tours, Fredegario se refieren por primera vez al rey godo Leovigildo, como rey de Hispania, pero es desde el 625 que se produce la total conquista de la Península Ibérica, cuando se generaliza la asociación de reino visigodo con el de Hispania. En el 589 se establece la unidad religiosa con la conversión de los visigodos al catolicismo, y en el 654 se afianza la unidad legislativa con el Código de Recesvinto.
Reconquista del Reino de León
Hasta la escisión de Portugal del Reino de León en 1143, Portugal estaba dentro del Reino de León avanzando conjuntamente en la reconquista de la península sobre los musulmanes. De 1072 a 1157 surge el título de Imperator totius Hispaniae en la pretensión de los reyes de León de controlar toda la península ibérica, y fue con Alfonso VII cuando este hecho se acercó más a la realidad al obtener el vasallaje de los otros reyes de la península ibérica e incluso del sur de Francia.
Siglos XVI-XVII

Escudo de los reyes de la Casa de Austria, también como soberanos de Portugal. Es de destacar las armas de Portugal entre las de Castilla y Aragón.

Durante el Antiguo Régimen, los intentos de unión ibérica surgieron de la política matrimonial fomentada entre la Casa de Avís portuguesa y la Casa de Trastámara y posteriormente la Casa de Habsburgo por parte española.
Como resultado de la muerte del rey Enrique I de Portugal en enero de 1580, su sobrino el rey Felipe II de España, hijo de Isabel de Portugal y por tanto nieto del rey Manuel I de Portugal, hizo valer su reclamación al trono portugués, su ejército derrotó a su rival Antonio, prior de Crato en la batalla de Alcántara y se aseguró la sucesión proclamándose rey en septiembre. Felipe II fue finalmente reconocido rey de Portugal en las Cortes de Tomar (1581), en la que se estableció la integración del reino de Portugal dentro de la Monarquía Hispánica. De este modo el reino de Portugal se integró en el sistema polisinodial en el que el Consejo de Portugal era el órgano que mediatizaba y negociaba la orientación de las decisiones del monarca español respecto a los asuntos concernientes al reino portugués.
Sin embargo, las guerras del monarca español en Europa afectaban a los territorios y al comercio portugués en sus territorios ultramarinos, y además el intervencionismo desde Castilla en los asuntos portugueses, especialmente los financieros, produjeron una rebelión que puso en el trono al duque de Braganza, proclamado rey como Juan IV. Finalmente, el Tratado de Lisboa (1668) puso fin a la guerra, y España reconoció la independencia de Portugal. Desde entonces, tanto España como Portugal se condujeron de forma antagónica.

## Historia

### Inicios del iberismo
Antes de la Guerra de Independencia, existieron planteamientos aislados acerca de la unión de España y Portugal, de ellas destaca la del abate José Marchena, quien, a finales de 1792 en una memoria para extender la Revolución a España dirigida al ministro de exteriores francés Charles-François Lebrun planteaba la creación de una República federal ibérica.  Pero el verdadero detonante del inicio del iberismo se produjo durante la Guerra de la Independencia (1808-1814), en la que tanto españoles y portugueses se aliaron de nuevo en un proyecto común —la expulsión de los franceses—.
No obstante, acabada la contienda y restaurado el absolutismo en España, se reanudó la confrontación diplomática entre España y Portugal acerca de la cuestión de la devolución de Olivenza a Portugal. En este contexto, el iberismo se desarrolla como forma de establecer y consolidar el Estado liberal entre las minorías intelectuales de ambos países.
La Revolución liberal de Oporto de 1820 que trajo un periodo liberal en Portugal, propició la difusión en Portugal de ideas iberistas por sociedades masónicas y liberales españolas, con propuestas que iban desde unir España con Portugal en un solo reino o repartir la península ibérica en siete repúblicas federadas, de las cuales cinco estarían en España y dos en Portugal. No obstante, la posición política, incluso de los liberales, era considerar la recomposición de las relaciones de España y Portugal con sus antiguas posesiones en América, lo que chocaba con la unión de España y Portugal.
Tras el retorno al absolutismo en 1823 tanto en España como en Portugal, los liberales españoles refugiados en Londres, prosiguieron sus contactos con los liberales de exilio portugueses prosiguiendo la idea unificadora de la península ibérica. En la prensa publicada en el exilio, en El Constitucional Español o en O Campeão Português, aparecieron artículos a favor de la unión ibérica.
Algunos liberales, que no esperaban nada del rey español, depositaron sus esperanzas en la figura de Pedro I de Brasil, breve rey de Portugal, sobrino de Fernando VII, para ser monarca constitucional liberal de toda Iberia. En 1826 los liberales exiliados en Gibraltar enviaron una carta al emperador de Brasil en la que expresaban su deseo de que ciñera algún día «las tres Coronas» (España, Portugal y Brasil) y de que Iberia quedara unificada bajo la dinastía de Braganza desplazando a los Borbones, a los que se añadireron idénticos requerimientos en 1829 y 1830.
Con la muerte de Fernando VII de España se produjo el retorno de los liberales del exilio, y el establecimiento de la Cuádruple Alianza (1834) para apoyar a las recientes monarquías liberales de España y Portugal, reprodujo en la península ibérica las tensiones anglo-francesas, lo cual entorpeció el acercamiento entre España y Portugal y finalizó el primer empuje iberista.  Estas tensiones se reflejaron en el casamiento de la reina Isabel II de España en 1846. Aunque el príncipe heredero Pedro nacido en 1837 tenía poca edad, y ante esto Andrés Borrego propuso unos esponsales y posponer el matrimonio, la cuestión acerca de quién debía desposar a la reina reflejaba los propios intereses de los dos partidos políticos y sus afinidades hacia Francia o al Reino Unido. El matrimonio de Isabel II con Francisco de Asís de Borbón supuso el triunfo del partido moderado y de los franceses, y reflejó el anti-iberismo de la Corte español, donde se veía que la Unión Ibérica podía acabar con la reina, por lo que se impulsó una propaganda en contra.
Sin embargo, desde los años 1830 un sector del liberalismo más radical de cuño demócrata-republicano que propugnaba el federalismo como forma de organización política de la «nación española» abogó por el iberismo bajo la fórmula de una república federal que englobara a Portugal y a España. Un ejemplo nos lo proporciona el periódico republicano El Huracán —publicado entre 1840 y 1841 y que ponía como modelo de la «democracia pura» a Estados Unidos— que en sus páginas incluyó los siguientes versos federales e iberistas:

Ante todo destronar
de Borbón la raza infiel,
federarnos en tropel,
con el digno lusitano
y ser pueblo soberano
Sin Cristina ni Isabel.

### Mediados delsigloXIX
A mediados del siglo XIX y coincidiendo con el avance de las unificaciones de Alemania e Italia, y el ejemplo del federalismo de Estados Unidos y Suiza, el iberismo en España se dividió en dos corrientes bien diferenciadas a causa de los conflictos socioeconómicos, cada vez más tensos, que producía el avance - aunque muy lento - de la industrialización.
Una postura que buscaba la «unión ibérica» basada en la unidad monárquica era el iberismo fusionista. Esta unión de tipo monárquico era apoyada por los liberales progresistas, que deseaban que se realizase la integración ibérica bajo la monarquía liberal constitucional, e implantar un sistema político y social más acorde con el desarrollo económico capitalista. Fue defendida principalmente por los componentes más significativos de la burguesía media y las profesiones liberales.
La otra corriente abogaba por una «federación ibérica» republicana, pues veía a la monarquía como cimiento del latifundismo y el régimen oligárquico burgués. La solución del problema debía encontrarse en la implantación de un régimen federal republicano con un amplio consenso democrático. Esta posición fue apoyada por sectores urbanos, con participación de pequeños burgueses y sectores artesanales.

#### Iberismo fusionista

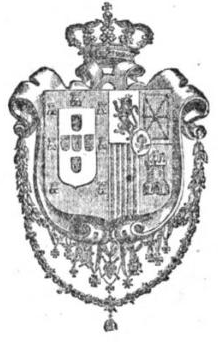
Escudo propuesto por Sinibaldo de Mas.

La publicación de La Iberia: Memoria sobre las ventajas de la unión de Portugal y España, del diplomático español Sinibaldo de Mas y Sanz en 1852 revitalizó al iberismo. Intentaba demostrar las ventajas políticas, económicas y sociales de la unión de las dos monarquías peninsulares en una sola nación, que era consecuencia de compartir un sistema económico librecambista y comunicaciones comunes, y consideraba que la capital de esa nueva nación debía estar en la localidad portuguesa de Santarém por su situación geográfica estratégica. Se la puede considerar como manifestación de los intereses económicos de la burguesía peninsular, que en competencia con Francia y el Reino Unido quería ampliar su mercado.
El escudo que se propone en la misma obra surge de la combinación de las armas de españoles y portugueses en un escudo partido. En el primer cuartel se inscribe el blasón de Portugal, y en el segundo el de España, representado en un cuartelado que representa, en orden, a León, Navarra, Aragón y Castilla. La representación de Granada se hace mediante escusón sobre el todo, en lugar del tradicional cuartel entado en punta. El escudo lo timbra una corona real cerrada y lo ornamenta un conjunto de medallas y condecoraciones de las diversas órdenes a las que pertenecen los monarcas.
Hubo un fuerte impacto con la obra de Sinibaldo de Mas, que produjo unas 160 publicaciones en los siguientes veinte años. En 1861 la obra de Pío Gullón La fusión ibérica se mantuvo en el planteamiento fusionista de un Estado monárquico y centralizado y asignaba a Isabel II de España el mismo papel de Víctor Manuel II de Italia en la unificación de Italia. Pero por otro lado hubo una parte del progresismo español que durante el Bienio progresista aspiró sustituir a Isabel II por el rey Pedro V de Portugal, o a mediados de la década de 1860 por Luis I de Portugal.
La idea del iberismo fusionista fue bien acogida en Portugal por parte de intelectuales y políticos, y de hecho solo recibía oposición de los miguelistas. En 1852 se fundó en Lisboa el periódico A Iberia y en Oporto el semanario literario e instructivo A Peninsula. También se comenzó a publicar en Lisboa un semanario en castellano y portugués con el título de Revista de Mediodía, el cual puede considerarse el pionero de las publicaciones bilingües. Este tipo de movimiento cultural se hizo cada vez más activo, incrementándose con las conexiones ferroviarias entre Madrid y Lisboa. Al mismo tiempo, se multiplicaron las voces a favor de un estrechamiento de los lazos económicos entre ambos países. El diario La Corona de Aragón, de Barcelona, se convirtió en el líder en la prensa de las conveniencias de la unión económica de Iberia, réplica de la unión aduanera (Zollverein) de Alemania.

#### Federalismo ibérico
Frente a la unión monárquico-dinástica, surgió una alternativa federalista y republicana. Influidos por la Revolución de 1848 en Francia, unos 400 españoles y portugueses emigrados en París crearon el Club Ibérico y organizaron una manifestación frente al ayuntamiento en la que, precedidos de una bandera con emblemas ibéricos, vitorearon a la federación. En estas circunstancias el «iberismo» pasó a ser un movimiento contra el régimen establecido. Los republicanos seguían creciendo y no era ajeno a ello un iberismo cada vez más fuerte que abogaba por la "federación ibérica". Entre los más fervientes seguidores de la federación ibérica en España se encontraban republicanos como Francisco Pi i Margall, Sixto Cámara, Fernando Garrido, etc. Los republicanos demócratas partidarios del iberismo insistían en la importancia de la reforma social. También recibieron influencias de los primeros socialistas utópicos de Europa: Saint-Simon, Fourier, etc.
En la década de 1850, en Portugal, jóvenes republicanos como Henriques Nogueira o J. Casal Ribeiro sostuvieron la postura iberista. Nogueira publicó Estudos sobre a reforma em Portugal en 1851, donde rechazaba el fusionismo-centralista y defendía un federalismo que, enraizado en la tradición, respetara particularismos locales o regionales, leyes y costumbres. Por otra parte, los artículos que Ribeiro publicó en la Revue Lusitanienne en el año 1852 defendían una unión ibérica en forma de régimen republicano federal. En 1854 se publicó en Oporto el libro Federacão Iberica (anónimo), que contenía el interesante "Proyecto de bases para la constitución federal de los Estados Unidos de Iberia". En este proyecto Iberia era una República federal formada por varios Estados con capital en Lisboa.
Cámara escribió A União Iberica, editada en Lisboa en 1859, en la que se decantaba a favor de la fundación de sendas repúblicas en España y Portugal, y su consiguiente confederación. Su activismo le había llevado a relacionarse con los movimientos republicanos que surgían fuera de España, y a instancias de Mazzini, intentó organizar una "Legión Ibérica" formada por republicanos españoles y portugueses para apoyar a Garibaldi en Nápoles.
Fernando Garrido fue uno de los políticos que con más ardor defendió el federalismo utópico. Postulaba para la península ibérica la formación de una federación, llamada la Federación Ibérica o los Estados Unidos de Iberia, integrada por un conjunto "probablemente" de dieciocho Estados en los que había "afinidades de idioma, origen, historia y geografía". Estos Estados eran: Castilla la Nueva, Castilla la Vieja, Vascongadas, Aragón, Navarra, Cataluña, Baleares, Asturias, Galicia, Extremadura, Trás-os-Montes, Beira, Alentejo, Sevilla, Valencia, Andalucía, Murcia, Canarias.
Por su parte, Francisco Pi y Margall, sin preocuparse por las divisiones territoriales de los Estados que iban a componer la Federación ibérica, abogó reiteradamente por una federación autonomista y el "pacto proudhoniano", empezando por los municipios hasta alcanzar la formación del Estado.
Sostuvo que «feliz para uno como para otro pueblo el día en que el sol los alumbre confundidos en una sola nación e identificados con un mismo pensamiento» (que fructificaría en lo ibérico).

### Último tercio delsigloXIX
A finales de la década de 1860, el régimen liberal moderado entró en una grave crisis, a la vez que aumentaban las fuerzas que consideraban inevitable la abdicación de la reina Isabel II de España. De este modo, el proyecto de iberismo se convirtió en una meta realizable. Los movimientos de unificación de Italia o Alemania y el desarrollo económico y social de los Estados Unidos, acelerado tras superar la crisis de la guerra de Secesión, ampliaron las esperanzas de una unión o federación de Iberia.
Otra propuesta fue la realizada por Teófilo Braga que describió la trayectoria común de España y Portugal como parte da ordem natural das coisas. Según su pensamiento político, el propio Braga desarrolló un plan concreto para el establecimiento de una Federación Ibérica en la que España debería convertirse en república, dividirse en territorios autónomos e incluir en dicha federación a Portugal que sería así la más fuerte y grande unidad del conjunto, así como establecer la capital en Lisboa.
Durante todo el Sexenio Revolucionario el movimiento alcanza su mayor auge tanto en España como en Portugal. Con la Revolución de 1868, los liberales progresistas abogaban de nuevo por la monarquía constitucional. Una vez más surgía la posibilidad de una "unión ibérica" de tipo dinástico, ya que facciones importantes de aquellos consideraron que el candidato más adecuado al trono español era Fernando de Coburgo, padre del rey portugués Luis I, de modo que a su muerte el trono español pasaría al rey portugués. Sin embargo, hubo facciones que proponían otros candidatos, y los republicanos reaccionaron violentamente contra esos proyectos. En estas circunstancias, cuando Fernando de los Ríos fue a Lisboa en 1869 para ofrecerle el trono, Fernando de Coburgo no quiso aceptarlo, temiendo verse envuelto en disturbios y querellas políticas, no solo en España sino también en Portugal, donde se recelaba que dicha candidatura supusiera la pérdida de la soberanía portuguesa.
Fue Amadeo de Saboya quien se sentó en el trono español, teniendo que hacer frente a muy graves problemas que le llevaron en febrero de 1873 a abdicar tras verse aislado políticamente, lo que condujo la proclamación de la Primera República (1873-1874). Esto aumentó los contactos entre los federalistas españoles y portugueses.
Los republicanos españoles abogaban ahora por la Federación Ibérica. Acusaban a la monarquía de ser causa de la ruptura peninsular, y propusieron la república federal, "una federación en la que, conservando dentro de su territorio su autonomía, se asociara al resto de los Estados de la gran república ibérica para aumentar su fuerza ante el extranjero con la fuerza de todos". Pero entre ellos hubo posiciones distintas a la hora de concebir la fórmula federal, diferenciándose cuatro tipos:
- La primera corriente, más o menos partidaria de Pi y Margall, proponía "una reconstrucción histórica" que actualizase la concepción pactista de la Corona de Aragón. El ideal está en aquella antigua "Hispania" que se identificaba con la totalidad de la península ibérica, compuesta de reinos diferentes. Dividían la península en un número indeterminado de cantones o Estados Federales que disfrutaban de autonomía y que, unidos por un "pacto federal", crearían una República Federal. Portugal sería un Estado más que se sumaría a los ya establecidos, por la división de España, en la península.
- La segunda corriente mantenía un criterio político más moderno. Le importaba el equilibrio de los Estados, muchas veces ignorando la delimitación de los antiguos reinos. Según Fernández Herrero, uno de sus representantes más notables, España quedaría dividida en los siguientes cantones: Cataluña, Valencia y Murcia, Granada y Córdoba, Sevilla y Extremadura, Castilla la Nueva, Aragón, Vascongadas y Navarra, Castilla la Vieja, Reino de León, Asturias y Galicia. Participarían en este organismo federal los tres Estados de Portugal, divididos por el Duero y por el Tajo.
- La tercera corriente era intermedia, manteniendo un criterio mixto, entre histórico y político. Garrido era su principal representante, propugnaba que la península ibérica formara una federación compuesta de dieciocho Estados.
- La cuarta aceptaba la independencia y autonomía de los países ibéricos. Es la confederación, se insistía, en una república federal sólo para España, sin imponérsela a Portugal.

En junio de 1873, tras la dimisión de Estanislao Figueras como presidente del poder ejecutivo, Pi y Margall accedió al puesto. España se definió como República federal y comenzaron los trabajos para elaborar la Constitución federal de la República Española. En el proyecto presentado por Castelar a la Cortes Constituyentes en julio, España se componía de los dieciocho Estados siguientes: Andalucía Alta, Andalucía Baja, Aragón, Asturias, Baleares, Canarias, Castilla la Nueva, Castilla la Vieja, Cataluña, Cuba, Extremadura, Galicia, Murcia, Navarra, Puerto Rico, Valencia, León y las Regiones Vascongadas. No obstante, los republicanos centralistas se oponían al propio sistema federal, mientras los republicanos intransigentes reclamaban que la república federal se obtendría por la federación libre de cantones independientes. Mientras tanto, aumentaban las fuerzas monárquicas que intentaban la restauración alfonsina o la instauración de la monarquía carlista. Por tanto, la república española tuvo que afrontar la Rebelión cantonal, la tercera guerra carlista y la guerra de los Diez Años cubana, lo que frustró la definición de una fórmula definitiva de Estado federal y sin haber adelantado nada sobre la unión de Iberia. Esto en definitiva, finalizó la fase más activa del iberismo.

### Finales delsigloXIX

#### Retraimiento de iberismo
Desde fines del siglo XIX el proyecto iberista se fue diluyendo pero sin llegar a desaparecer. El último cuarto del siglo XIX se caracterizó por una estabilización política tanto en España como en Portugal. Ambos países buscaron un acuerdo con Francia como con el Reino Unido para mantener un statu quo para alejar cualquier revolución político-social, lo que acentuó la afirmación nacional tanto en España como en Portugal, lo que supuso un freno en el iberismo. Con todo, hubo manifestaciones a favor de la unión ibérica: durante el año 1890 el republicano Rafael Labra manifestó su deseo de una Unión Ibérica en el Congreso de Diputados. En junio de 1893 se celebró el Congreso republicano en Badajoz, en el que participaron federalistas tanto de Portugal como de España; pero estos movimientos no encontraban eco, dado que en ambos países se intensificaba el proceso nacionalizador del Estado-nación. Además, en España se añadió el surgimiento de los nacionalismos periféricos de Cataluña y País Vasco, y la pérdida de los territorios de ultramar, por lo que el planteamiento de una unión con Portugal se veía como un problema a añadir. Por su parte, Portugal amplió su imperio colonial lo que le reportó unos beneficios, que incidieron en mejoras de infraestructuras sin necesidad de haber llevado a cabo una unión con España.
El fracaso del iberismo se produjo porque se manejó en una dimensión utópica, restringido a intelectuales y periodistas. En estos tiempos los republicanos y federalistas, tan activos en la década de 1860 y el sexenio revolucionario, se dedicaron a escribir libros con las que justificarse. Pi y Margall publicó Las Nacionalidades en 1876, donde defendía el Estado federal insistiendo en las afinidades de España y Portugal. Garrido publicaba Los Estados Unidos de Iberia en 1881. Reiteraba su ideal republicano y universal, pero al mismo tiempo consideraba que la Unión Ibérica era el mejor remedio de los pequeños países para esquivar sus desventajas en la política internacional de la era imperialista. El iberismo portugués de 1890, difundido principalmente entre los estudiantes, fue un caso excepcional.
La reafirmación positiva de la noción de solidaridad peninsular conoció dos momentos de repunte en el siglo xix: 1890 y 1898, marcados respectivamente por el últimatum británico y la guerra hispano-estadounidense. A raíz de la crisis con el Reino Unido por el Ultimátum británico de 1890 la anglofobia dio pie en Portugal a ideas de acercamiento a España y a un horizonte de federación ibérica, celebrado desde España por los republicanos federalistas. En cambio, pese a la solidaridad mencionada, la guerra de 1898 generó también dinámicas de recelo en Portugal ante la idea de una España amenazante que, habiendo perdido su imperio, posaría su vista sobre Portugal, que más que reforzar, contribuyeron al debilitamiento de las ideas iberistas en Portugal.
A fines del siglo XIX apareció el "iberismo cultural", coincidente con el Ultimátum británico de 1890 y El desastre de 1898, que provocó un afianzamiento de una relación cultural transibérica. Desde entonces, tanto España como Portugal se condujeron de forma antagónica. Sus representantes eran Menéndez Pelayo y Miguel de Unamuno en España y Oliveira Martins en Portugal. Martins escribió su História da Civilização Iberica en 1879, haciéndose muy popular en España. Pero estas acciones limitaban el iberismo a la órbita de la cultura, negando otra manifestaciones de iberismo. Unamuno articuló una idea de iberismo entendida como la unión espiritual de los pueblos de la península y de ultramar. Otro destacado iberista fue el poeta Joan Maragall, amigo de Unamuno y autor del Himn Iberic (1906).

### Propuestas nacionalistas periféricas
Fue planteado por las minorías lingüísticas en España frente al nacionalismo español. Tras la derrota en la guerra hispano-estadounidense de 1898 surgieron propuestas políticas de los llamados nacionalismos periféricos alternativas a las estatales.
Los catalanistas aspiraban a la realización de la Unión Ibérica, ya que el peso de Castilla y la hegemonía política y cultural del castellano podría disminuir relativamente al quedar incluido Portugal dentro del territorio estatal. Este proyecto del nacionalismo catalán dio enorme importancia a la integración lingüística. El iberismo de matriz catalanista admitía la existencia de tres naciones en la península ibérica: «Portugal», «Castilla» y «Cataluña». Proponía tres bloques bien definidos en Iberia: Cataluña, Valencia y Baleares en el este; Portugal y Galicia en el oeste; y en el centro Castilla. El ideal de los "Estados Compuestos" o la "Federación Ibérica" sería para los nacionalistas periféricos una peculiar arma frente al nacionalismo de Estado aun avanzado el siglo XX. No fue casual que Francesc Macià proclamara la República Catalana en abril de 1931 de la siguiente forma l'Estat Català integrat en la Federació de Repúbliques Ibèriques.

### sigloXX
La implantación de la I República Portuguesa en 1910 produjo que los iberistas fueran considerados como traidores, debido a que los monárquicos portugueses habían buscado apoyo en España contra el republicanismo de finales del siglo XIX. Tras la Primera Guerra Mundial se produjo un periodo de distensión y acercamiento, que se vio favorecido con la implantación de las Dictaduras tanto en España (Dictadura de Primo de Rivera) como en Portugal (Dictadura Nacional). La implantación de la Segunda República Española en 1931 volvió a hacer reaparecer el iberismo, de forma que la Constitución de 1931 reconocía la doble nacionalidad a los portugueses afincados en España. Las implicaciones del iberismo, asociado a concepciones políticas y sociales de izquierda, tuvo ejemplos en doctrinas de grupos libertarios como la Federación Anarquista Ibérica y la Federación Ibérica de Juventudes Libertarias.
En el campo conservador católico tradicionalista, António Sardinha y otros autores portugueses abogaron por ideas panhispanistas, pero rechazando sin embargo el término de iberismo.
No obstante, este ideal iberista español de extender la democracia a toda la península ibérica en una hipotética federación de pueblos hispánicos fue visto como una amenaza por la dictadura portuguesa, de forma que esta apoyó a los sublevados en la guerra civil española. Las relaciones entre ambos países se estabilizaron en el Pacto Ibérico (1942), que soslayó cualquier aspiración iberista por el mantenimiento de fronteras y de los regímenes dictatoriales.

### sigloXXI
En la actualidad existen diversas organizaciones iberistas que realizan trabajos de desarrollo de las relaciones peninsulares entre Portugal y España, como es el caso de la Sociedad Iberista, una asociación sociocultural fundada en 2018, que promueve la creación de una alianza estratégica peninsular y europeísta que prevenga la despoblación rural, recupere y mejore el medio ambiente y defienda los derechos humanos. 
Desde 2016 viene funcionado la Plataforma Civil Ibérica, que ha realizado diversos actos públicos en ciudades como Elvas, Guarda, o Chaves en Portugal y en Madrid, Barcelona, y Ourense en España.
En 2018 nace el partido político “Movimiento Ibernexus”, más conocido como Ibernexus. Este partido político propugna superar los actuales estados soberanos ibéricos (Andorra, España y Portugal) para construir una nueva República de corte confederal.
Rui Moreira, Presidente de la Cámara de Oporto, consciente de la necesidad de acercar posturas, propuso la creación de un IBEROLUX, que vendría a ser una estrategia conjunta entre Portugal y España. 

## Encuestas
De más antigua a más moderna, encontramos los siguientes resultados de encuestas:
Una encuesta realizada en Portugal en 2006 por el periódico iberista Sol concluyó que un 28% de los portugueses piensan que los dos Estados ibéricos deberían ser un solo país. De éstos, un 12% —42 % de los favorables a la unión— situaría la capital en Madrid, frente al 16% —58 % de los favorables a la unión— que la situaría en Lisboa. Un 27% opinaba que la economía portuguesa iría mucho mejor en una hipotética unión con España, y más de 15% aceptaría a Juan Carlos I de España (rey de España cuando fue realizada la encuesta) como su jefe de Estado.
Según otra encuesta realizada en España por Ipsos para la revista Tiempo reflejaba que el 45,7% de los españoles desean la unión de España y Portugal, y entre los favorables a la unión el 43,4% querrían que el nuevo estado se siguiera llamando España frente a un 39,4% favorable a que el nombre fuera Iberia; para la capital Madrid recibe un apoyo del 80% frente a un 3,3% que optarían por Lisboa; sobre la organización política aproximadamente un 50% optarían por la monarquía frente a un 30,2% que preferirían una república.
La Universidad de Salamanca y el Centro de Investigación y Estudios de Sociología de Lisboa han llevado a cabo un estudio sobre la cantidad de portugueses y españoles a favor de la unión Ibérica. El estudio está formado por tres encuestas en tres años consecutivos: En 2009, los porcentajes fueron del 30,3% en España y del 39,9% en Portugal. En 2010 los datos aumentaron al 31% en España y al 45% en Portugal. Finalmente, en 2011, los resultados dieron un 39,8% en España y un 46,1% en Portugal.
En 2016, una encuesta realizada por el Real Instituto Elcano, asegura que un 68% de portugueses está de acuerdo en que España y Portugal deberían avanzar hacia alguna forma de unión política ibérica.
En septiembre de 2019, la web de encuestas electomania.es, arrojaba un resultado de un 71,4% de españoles a favor de la unión ibérica entre España, Portugal, Andorra y Gibraltar, frente a un 60,7% de portugueses a favor.

## Actuales relaciones integradoras entre España y Portugal
- 1942 - Pacto Ibérico.
- 1949 - Forman parte de la Organización de Estados Iberoamericanos (OEI).
- 1977 - Firman el Tratado de Amistad y Cooperación entre España y Portugal. Viene a sustituir el Pacto Ibérico, que finalizó en 1978.
- 1982 - Forman parte de la OTAN. Portugal ya lo formaba desde 1949.
- 1983 - Forman parte de la Cumbre Ibérica. Reuniones bilaterales anuales entre los presidentes de España y Portugal.
- 1986 - Forman parte de la Unión Europea.
- 1992 - Forman parte de la cumbre iberoamericana.
- 1999 - Forman parte de la zona euro.
- 2021 - Firman el Tratado de Amistad y Cooperación entre España y Portugal, que sustituye el de 1977.

## Datos estadísticos de una Unión Ibérica
Extensión:
| Países        | Extensión en km² |        |         |
| ------------- | ---------------- | ------ | ------- |
| Países        | Extensión en km² | España | 505 944 |
| Portugal      | 92 212           |        |         |
| Unión Ibérica | 598 156          |        |         |

Sería el país más grande de Europa a excepción de Rusia.
Población:
| Países        | Población 2025 |        |            |
| ------------- | -------------- | ------ | ---------- |
| Países        | Población 2025 | España | 49 315 949 |
| Portugal      | 10 749 635     |        |            |
| Unión Ibérica | 60 065 584     |        |            |

Sería el 25.º país más poblado del mundo, y tercero de la UE, adelantando a Italia.
Economía:
| Países        | PIB 2025 en mill. de $ |        |           |
| ------------- | ---------------------- | ------ | --------- |
| Países        | PIB 2025 en mill. de $ | España | 1 827 576 |
| Portugal      | 319 934                |        |           |
| Unión Ibérica | 2 147 510              |        |           |

Sería la 12.º mayor economía del mundo.
Idiomas:
| Lenguas ibéricas | Hablantes nativos 2025 en mill. | Hablantes totales 2025 en mill. |           |     |       |
| ---------------- | ------------------------------- | ------------------------------- | --------- | --- | ----- |
| Lenguas ibéricas | Hablantes nativos 2025 en mill. | Hablantes totales 2025 en mill. | Español   | 484 | 558,5 |
| Lenguas ibéricas | Hablantes nativos 2025 en mill. | Hablantes totales 2025 en mill. | Portugués | 250 | 266,6 |
| Catalán          | 4,1                             | 9,2                             |           |     |       |
| Gallego          | 2,4                             | 3,2                             |           |     |       |
| Vasco            | 0,8                             | 1,2                             |           |     |       |
| Iberofonía       | 741,3                           |                                 |           |     |       |